# Чемпіонат України з регбі 2023
Чемпіонат України 2023 року з регбі-15.

## Суперліга
Чемпіонат України 2023 року з регбі-15 серед чоловіків розіграли 3 команди Суперліги, які на першому етапі провели турнір у одне коло з 24 вересня до 7 жовтня. 
На другому етапі команди, які посіли за підсумками змагань першого етапу 1-е та 2-е місця, проведуть додаткову гру між собою, яка відбудеться 14 жовтня 2023 року, на полі команди, яка в першій грі між цими командами виступала командою-гостем.
Чемпіон України 2023 року з регбі-15 визначається за сумою двох зіграних ігор між цими командами.

### Учасники
Команди: Збірна команда Києва, «Кредо-1963» (Одеса) та «Сокіл» (Львів). 
До складу РК «Сокіл» (Львів) також увійшли гравці з Харкова та Івано-Франківська.

### Перший етап
24 вересня: «Сокіл» (Львів) — Збірна команда Києва 8:9
30 вересня: Збірна команда Києва — «Кредо-1963» (Одеса) 34:7
7 жовтня: «Кредо-1963» (Одеса) — «Сокіл» (Львів) 19:17

### Турнірна таблиця першого етапу
| М | Команда              | В | Н | П | Р:О   | Б  | Очки |
| - | -------------------- | - | - | - | ----- | -- | ---- |
| 1 | Збірна команда Києва | 2 | 0 | 0 | 43:15 | +1 | 9    |
| 2 | «Кредо-1963» (Одеса) | 1 | 0 | 1 | 26:51 | 0  | 4    |
| 3 | «Сокіл» (Львів)      | 0 | 0 | 2 | 25:28 | +2 | 2    |

Турнірні очки нараховуються: за перемогу — 4 очки, за нічию — 2 очки, за поразку — 0 очок.
(*) Команда, яка зробила за гру на 3 спроби більше, ніж суперник, додатково отримує 1 бонусне турнірне очко.
(*) Команда, яка програла з різницею в 7 або менше ігрових очок, додатково отримує 1 бонусне турнірне очко.

### Другий етап
14 жовтня. «Кредо-63» (Одеса) — Збірна команда Києва 14:8

### Підсумки
За сумою двох зіграних ігор (42:21) Збірна команда Києва завоювала золоті нагороди чемпіонату 2023 року.
1 місце — Збірна команда Києва
2 місце  — «Кредо-63» (Одеса)
3 місце — «Сокіл» (Львів)

## Вища ліга
Чемпіонат України 2023 року з регбі-15 серед чоловічих команд Вищої ліги  розіграли три команди, які провели у Хмельницькому 14-15 жовтня турнір в одне коло.

### Учасники
Команди: «Поділля» (Хмельницький), РК «Закарпатські Шаркані» (Ужгород), РК «Київ-Дарниця»-ДЮСШ-10 (Київ).

### Результати матчів
«Поділля» — «Закарпатські Шаркані» 24:9
«Закарпатські Шаркані» — «Київ-Дарниця»-ДЮСШ-10 19:10
«Київ-Дарниця»-ДЮСШ-10 — «Поділля» 19:23

### Турнірна таблиця
| М | Команда                | В | Н | П | Р:О   | Б  | Очки |
| - | ---------------------- | - | - | - | ----- | -- | ---- |
| 1 | «Поділля»              | 2 | 0 | 0 | 56:28 | 0  | 8    |
| 2 | «Закарпатські Шаркані» | 1 | 0 | 1 | 28:34 | +1 | 5    |
| 3 | «Київ-Дарниця»-ДЮСШ-10 | 0 | 0 | 2 | 29:51 | +1 | 1    |

### Підсумки
1 місце — «Поділля» Хмельницький
2 місце — «Закарпатські Шаркані» Ужгород
3 місце — «Київ-Дарниця»-ДЮСШ-10 Київ